# Comocladia intermedia
Comocladia intermedia är en sumakväxtart som beskrevs av John Wright och Adolf Engler. Comocladia intermedia ingår i släktet Comocladia och familjen sumakväxter. Inga underarter finns listade i Catalogue of Life.